# VV60LF
VV60LFは、チェコで路面電車車両の製造を手掛けるコンソーシアムのアライアンスTWが製造した路面電車用車両。車内が低床構造となっている超低床電車である。

## 概要・運用
運転台や主電動機を持たない付随車で、営業運転の際には1 - 2両の電動車と編成を組む。車内の60%が床上高さ350 mmの低床構造となっており、乗降扉は車体右側の低床部分に2箇所設置されている。車内には固定式クロスシートに加えて車椅子やベビーカーが設置可能なフリースペースが存在する。車体の両端、3人掛けの座席の下部には回転軸を備えた標準的なボギー台車があり、油圧式ディスクブレーキと非常用の電磁吸着ブレーキが装備されている。
2003年から製造が行われ、翌2004年以降2006年までにブルノ市電に4両、オストラヴァ市電に2両が導入された。これらの車両は導入都市によって乗降扉の形状や車内レイアウトに差異が存在した。その後、ブルノ市電に導入された車両は故障の頻発や運用コストの高さを理由に2016年に運用から離脱しており、2019年の時点で営業運転に使用されているのはオストラヴァ市電の2両のみである。

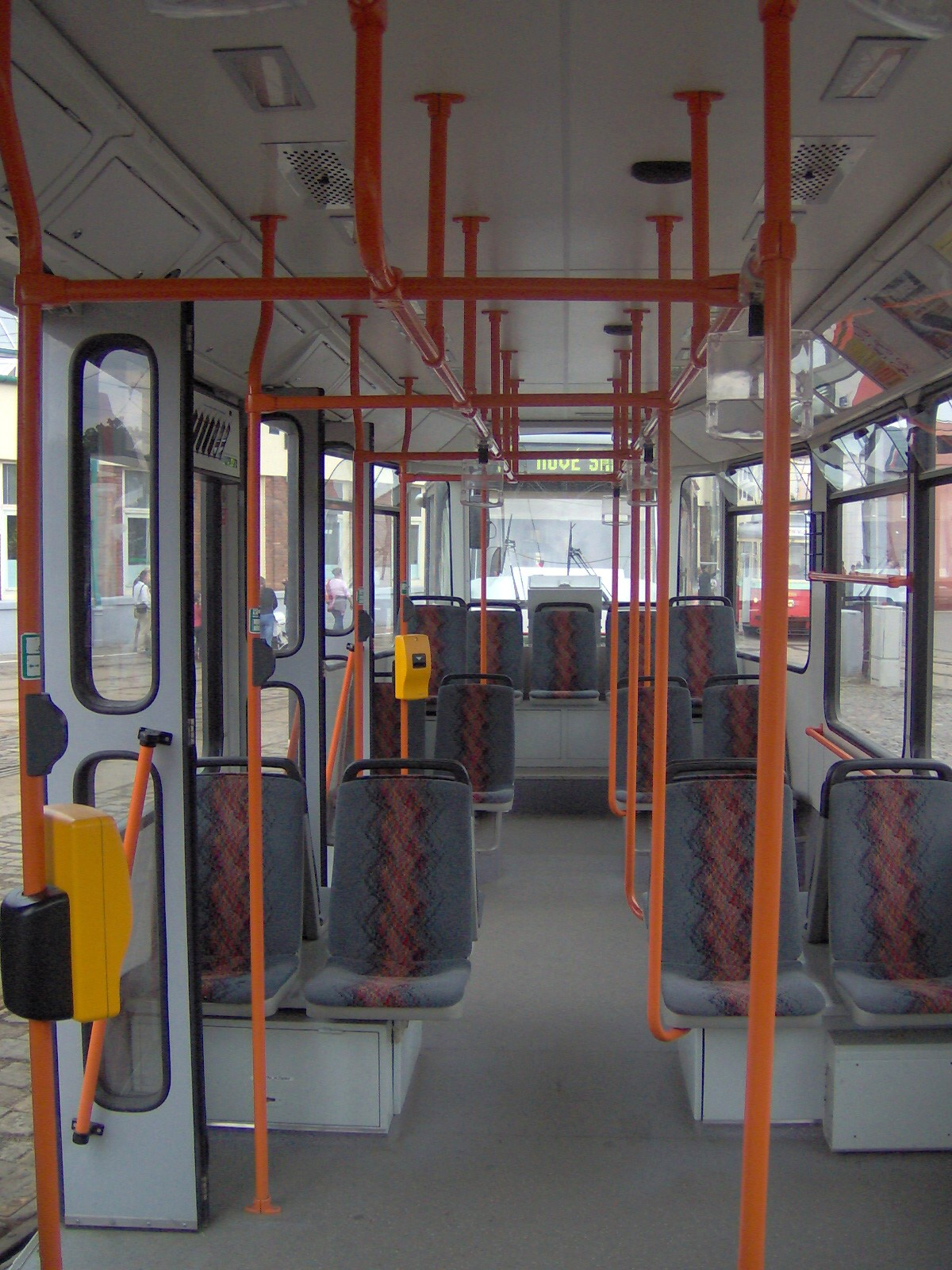
車内（ブルノ）
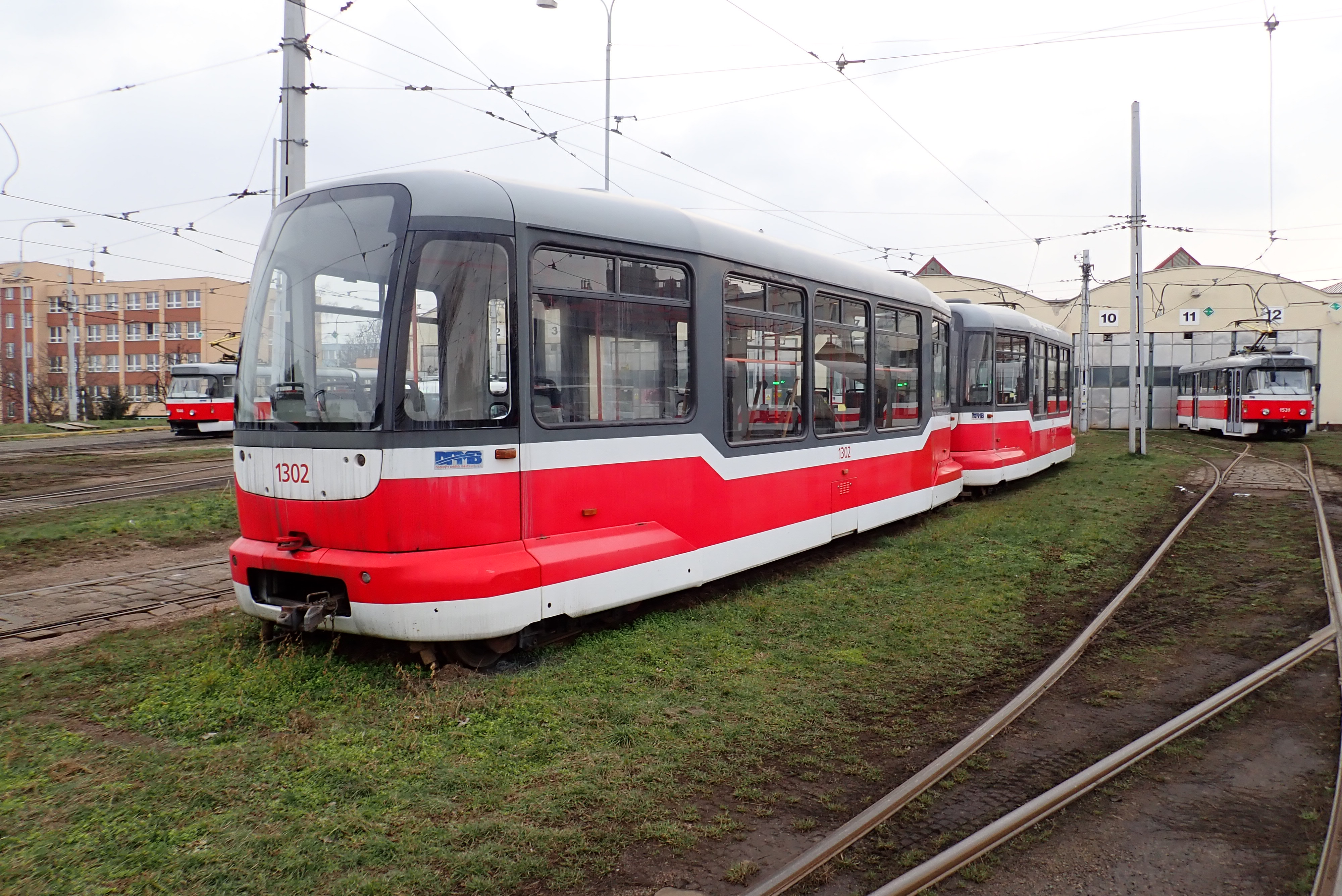
車体左側には乗降扉がない（ブルノ）

## 関連項目

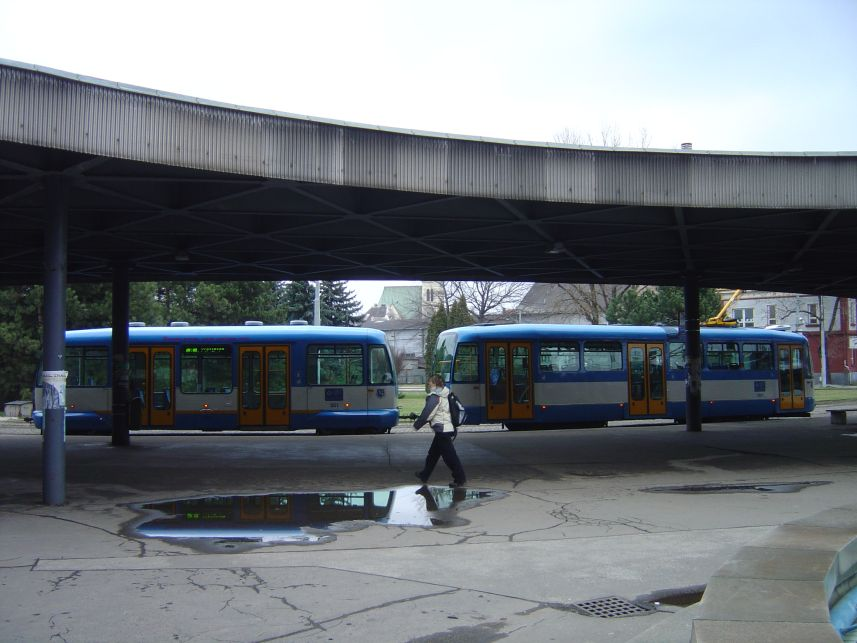
VV60LF（左）と連結するT3R.EV（右）（オストラヴァ）
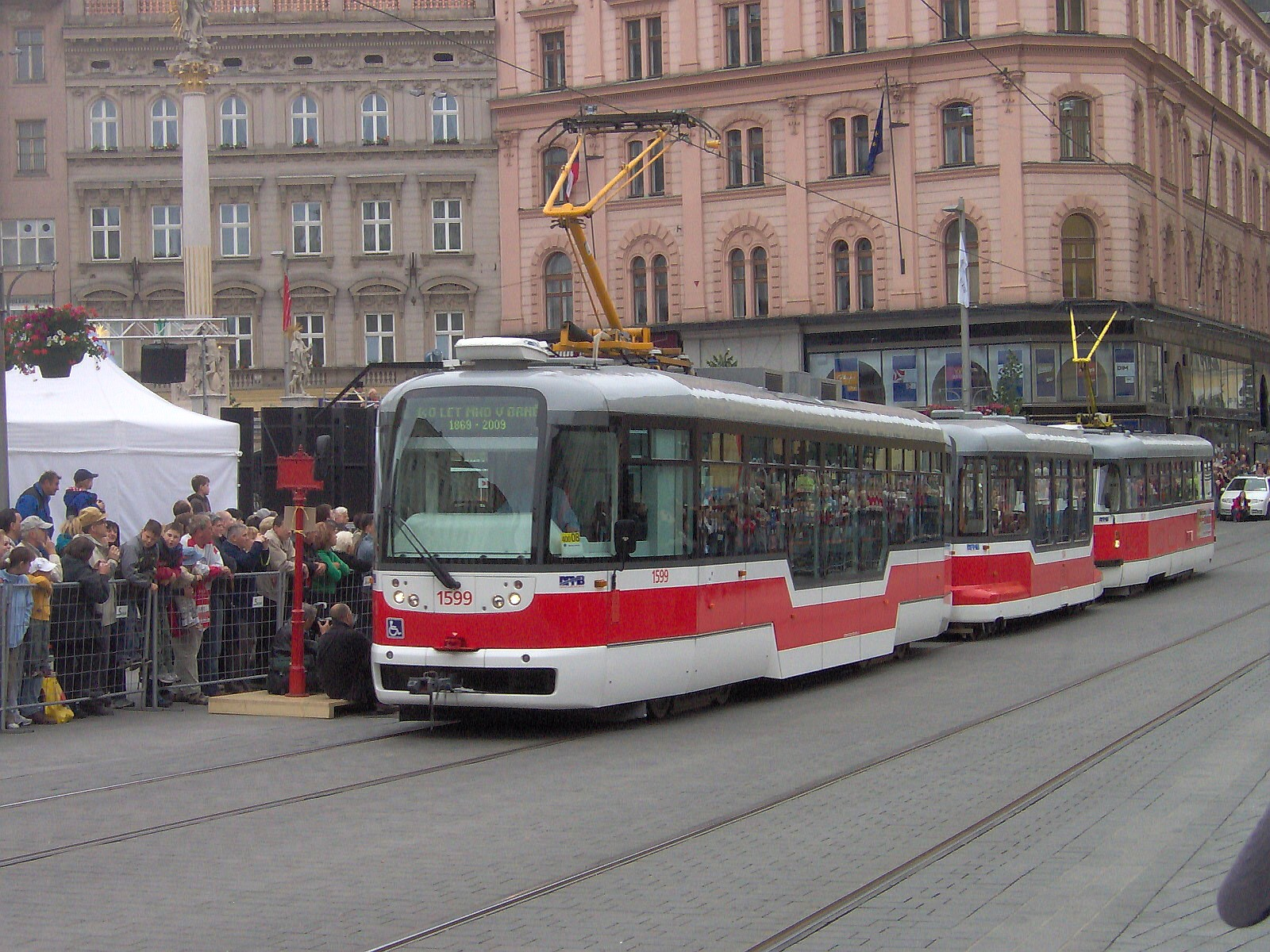
VV60LFを中間に挟んだ3両編成（ブルノ）